# Ischnoptera nana
Ischnoptera nana är en kackerlacksart som beskrevs av Henri Saussure och Leo Zehntner 1893. Ischnoptera nana ingår i släktet Ischnoptera och familjen småkackerlackor.
Artens utbredningsområde är Nicaragua. Inga underarter finns listade i Catalogue of Life.